# Кин, Маргарет
Маргарет Д. Х. Кин (англ. Margaret Keane; настоящее имя — Пегги Дорис Хокинс, англ. Peggy Doris Hawkins; 15 сентября 1927[…], Нашвилл — 26 июня 2022, Напа, Калифорния) — американская художница, получившая известность благодаря своим картинам персонажей с большими глазами. Она в основном рисовала женщин, детей или животных маслом или смешанной техникой. Работа получила коммерческий успех благодаря недорогим репродукциям на принтах, тарелках и чашках. Это было одобрено критиками.
В 1960-х годах продавала работы под именем своего мужа Уолтера Кина. В 1970 году официально заявила о подлинном авторстве своих работ, после чего была вынуждена выступить в суде против бывшего супруга. Суд признал авторство художницы.
Возрождение интереса к работам Маргарет Кин последовало за выпуском биографического фильма Тима Бёртона «Большие глаза» в 2014 году. Она основала галерею в Сан-Франциско с самой большой коллекцией произведений Маргарет Кин в мире.

## Биография

«Балерина» (1959) — характерный стиль «большие глаза»

Маргарет Кин родилась в 1927 году в Нашвилле, штат Теннесси. На её творчество оказала влияние её бабушка, а также прочтение Библии. В 1970-х она стала членом религиозной организации Свидетелей Иеговы, что, по словам художницы, «изменило её жизнь к лучшему».
В начале 1960-х годов работы Маргарет Кин приобрели популярность, но продавались под авторством её второго супруга, Уолтера Кина, из-за предвзятого отношения общества к «дамскому искусству». В 1964 году Маргарет покинула дом и отправилась на Гавайи, где прожила 27 лет, а в 1965 развелась с Уолтером. В 1970 году она вышла замуж в третий раз за писателя Дэна Макгуайра. В том же году Маргарет публично заявила о том, что именно она написала все работы, продававшиеся под именем мужа. Позже она подала в суд на своего бывшего супруга, который отказывался признавать фальсификацию. Во время слушания судья потребовал от Маргарет и Уолтера написать портрет ребёнка с характерными большими глазами. Уолтер Кин отказался, сославшись на боль в плече, а Маргарет написала картину за 53 минуты. После трёх недель разбирательств суд постановил выплатить художнице 4 млн долларов компенсации. В 1990 году Федеральный апелляционный суд поддержал вердикт о клевете, но отменил назначенную компенсацию. Маргарет Кин не стала подавать новый иск. «Мне не нужны деньги, — сказала она. — Я только хотела, чтобы все знали, что картины были моими».

## Из воспоминаний Маргарет Д. Х. Кин
Всегда «Почему?». Эти вопросы, как мне кажется, позже нашли своё отражение в глазах детей на моих картинах, которые будто обращены ко всему миру. Взгляд описывался как проникающий в душу. Они, казалось, отражали духовное отчуждение большинства людей сегодня, их тоску по чему-то вне того, что предлагает эта система.

## Влияние
Художник-аниматор Крейг Маккракен, создатель мультсериала «Суперкрошки», признался, что главные герои этого сериала вдохновлены творчеством Маргарет Кин, а также в нём присутствует персонаж учительница по имени Мисс Кин.
В декабре 2014 года (в России в январе 2015) на экраны вышел фильм Тима Бёртона «Большие глаза», рассказывающий о жизни Маргарет Кин, периоде популярности её работ, продававшихся под именем Уолтера, и последовавшем разводе. Сам Тим Бёртон является владельцем коллекции работ Маргарет Кин и в 1990-х годах заказывал у художницы портрет своей подруги Лизы Мэри. Роль Маргарет в фильме исполнила Эми Адамс.